# Присоје (Фоча)
Присоје је насељено мјесто у Републици Српској у општини Фоча који припада Босни и Херцеговини. Према попису становништва из 1991. у насељу је живјело 179 становника.
Овом, мало насељеном мјесту данас, 1962. године је припојено мјесто Градишићи. 

## Географија
Насеље се налази у југоисточном делу Босне и Херцеговине и део је ентитета Републике Српске. Насеље је смјештено са лијеве стране ријеке Дрине и с лијеве стране ријеке Колине, јужно од Врбичког потока и сјеверно од потока. Западно су Боровинићи, Жељево и Врањевићи.
Смјештено је 14 километара од Фоче на путу Фоча - Устиколина.

## Становништво
| Народ     | Попис 1961. | Попис 1971. | Попис 1981. | Попис 1991. |  |
| --------- | ----------- | ----------- | ----------- | ----------- |  |
| Хрвати    |             |             | 1           |             |  |
| Муслимани | 82          | 199         | 180         | 158         |  |
| Срби      | 48          | 51          | 47          | 21          |  |
| остали    | 2           |             |             |             |  |
| Укупно    | 132         | 250         | 228         | 179         |  |

1. ↑  Republički zavod za statistiku Srbije Promjene u sastavu i nazivima naselja za period 1948. - 1990., str. 1, 83, 39
2. ↑   Official results from the book: Ethnic composition of Bosnia-Herzegovina population, by municipalities and settlements, 1991. census, Zavod za statistiku Bosne i Hercegovine - Bilten no.234, Sarajevo 1991.
3. ↑  Савезни завод за статистику и евиденцију ФНРЈ и СФРЈ: Попис становништва 1948, 1953, 1961, 1971, 1981. и 1991. године.